# Orden des Goldenen Adlers

Collane des Ordens des Goldenen Adlers

Der Ritterorden des Goldenen Adlers, 1702 als Württembergischer Ritterorden von der Jagd gestiftet, war 1807–1818 der höchste Ritterorden im Königreich Württemberg. Zuvor war er der Ritterorden der Herzöge von Württemberg.

## Geschichte
Der Württembergische Jagdorden, nach dem Schutzpatron der Jagd Hubertus von Lüttich auch Hubertusorden genannt, wurde von Herzog Eberhard Ludwig von Württemberg 1702 gestiftet. Ihm wurde der Westflügel der Ludwigsburg als Sitz zugewiesen, wo jährlich zum Hubertustag (3. November) die Ordensversammlung und eine gemeinsame Jagd stattfand.
Der Orden war auf 24 Ritter begrenzt, zuzüglich dem Herzog als Ordensherren und fürstlichen Rittern. Der älteste fürstliche Ritter war Großkanzler, einer der anderen Ritter Zeremonienmeister. Daneben war ein Ordenssekretär für die Anfertigung der Wappen und Diplome zuständig. Den ersten Ritterschlag erhielt Friedrich Wilhelm von Hohenzollern-Hechingen, der somit auch erster Großkanzler wurde. Erster Ordenssekretär wurde der Diplomat Anton Günther von Heespen.

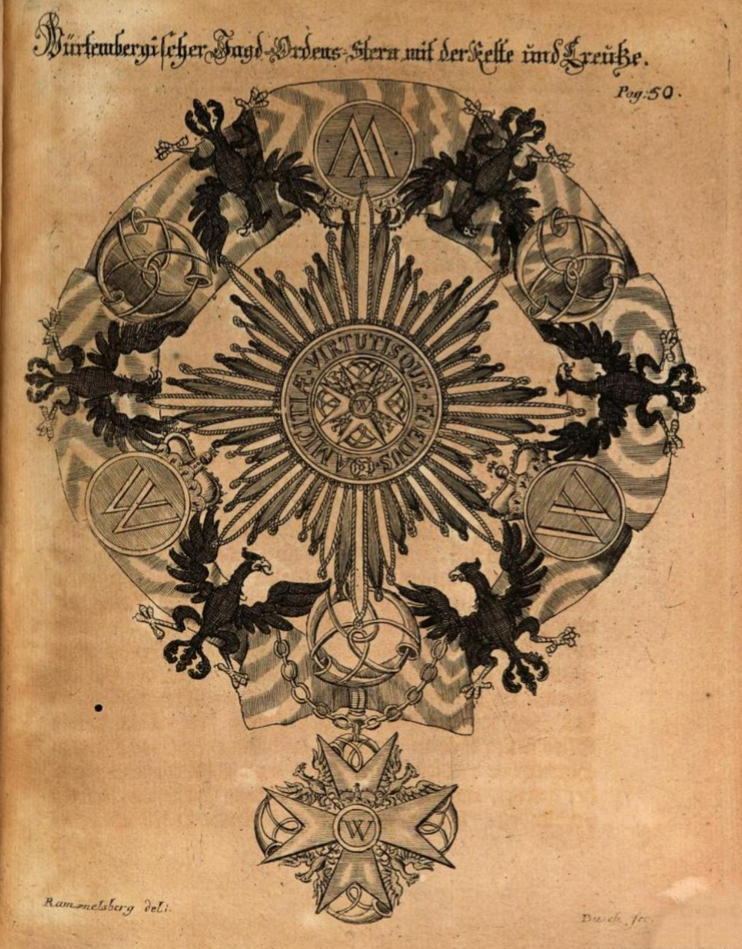
Insignien des Jagdordens

In den von Carl Eugen 1763 erneuerten Statuten wurde der Orden nurmehr als „Herzoglich-Württembergischer Ritterorden“ bezeichnet. Aus dem Jagdorden wurde ein Hausorden, zum Ordenstag wurde der 4. November (Namenstag Karl Borromäus’) bestimmt. Die Anzahl der Ritter wurde erhöht:
- Prinzen des herzoglichen Hauses, die von Geburt an Ordensritter waren und aus denen der Großkanzler erwählt wurde
- eine unbegrenzte Zahl regierender Fürsten
- 12 Reichsgrafen
- 50 weitere Adlige

Nach den württembergischen Gebietserweiterungen im Rahmen des Reichsdeputationshauptschlusses und der Annahme der Königswürde durch Friedrich I. erhielt der Orden neue Statuten und wurde am 6. März 1807 in „Ritterorden des Goldenen Adlers“ umbenannt.
Der Orden war, neben regierenden Fürsten, auf 50 Ritter begrenzt, die edler Herkunft sein oder eine Stelle bekleiden mussten, die mindestens dem Rang eines Generalfeldmarschallleutnants entsprach. Ausgenommen waren die Kinder des Königs, die den Orden nach ihrer Taufe, die des Kronprinzen, die den Orden mit einem Jahr, Enkel des Königs und des Kronprinzen sowie andere Angehörige des königlichen Hauses, die den Orden im Alter von sieben bzw. vierzehn Jahren erhielten. Der Großkanzler (bis zum Ende des Ordens war dies Georg Ernst Levin von Wintzingerode) wurde von nun an vom König bestimmt, der Ordenstag auf den 6. März gelegt.
Ab 1818 wurde der Orden des Goldenen Adlers, wie der Zivilverdienstorden, nicht mehr verliehen. Stattdessen wurde der Orden der Württembergischen Krone gestiftet, dessen Großkreuz die Aufgabe des Ordens des Goldenen Adlers übernahm.

## Ordensdekoration
Das Ordenszeichen des Jagdordens war ein goldenes, rot emailliertes Malteserkreuz mit goldenen Adlern in den Winkeln und goldenen Jagdhörnern zwischen den Spitzen. In der Mitte befand sich ein grün emailliertes Medaillon mit einem goldenem, mit der Herzogskrone gekröntem W (Württemberg) im Avers und drei Jagdhörnern im Revers. Der gestickte silberne Bruststern zeigte das Ordenszeichen und die Ordensdevise AMICITIAE VIRTUTISQUE FOEDUS (Bund der Freundschaft und der Treue) in einem grünen Ring.

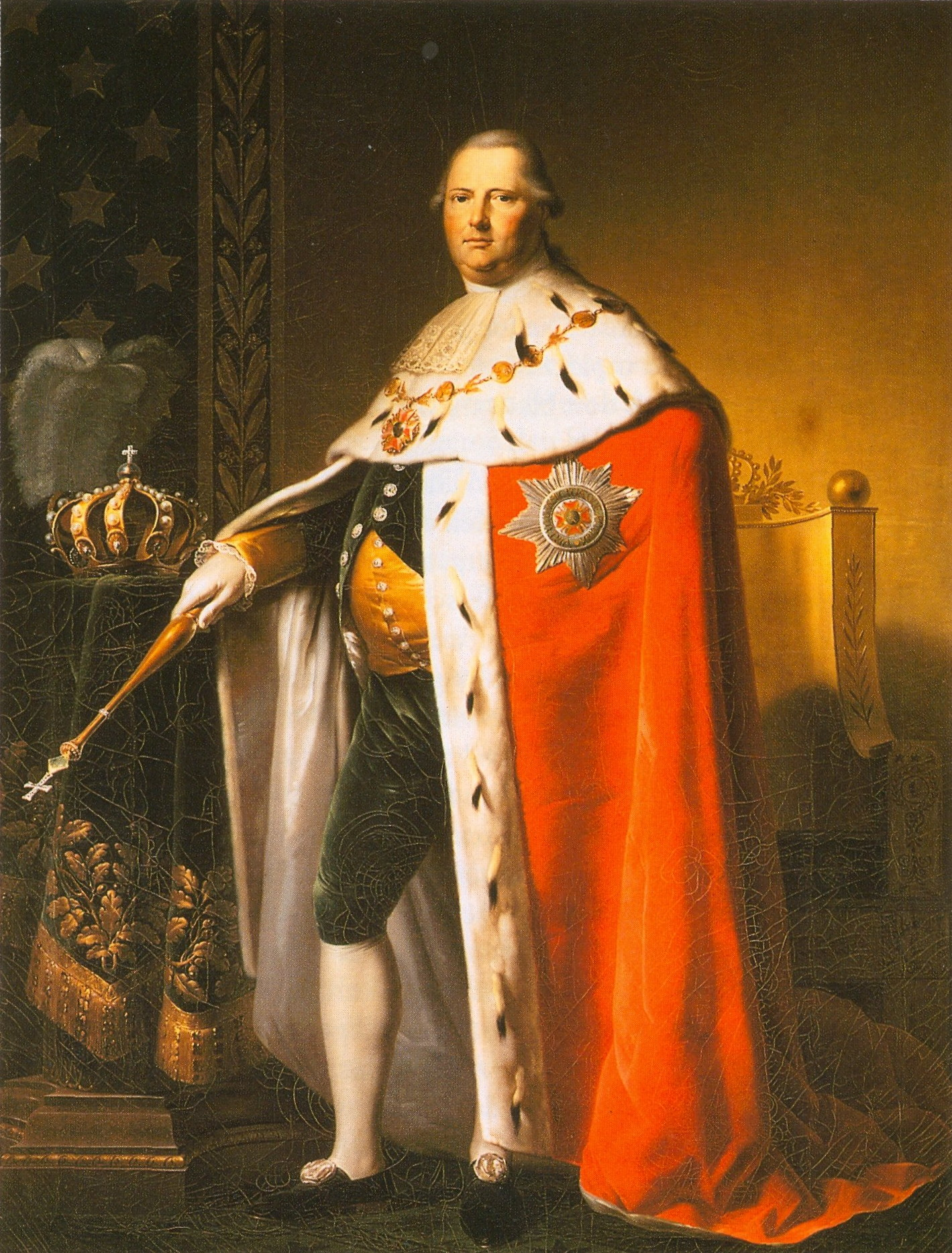
Friedrich I. in Ordenskleidung, mit Hermelinkragen

1807 wurde das Ordenszeichen leicht abgeändert: das Medaillon im Avers zeigte nun die mit der Königskrone gekrönten Initialen FR (Friedrich rex (König)), im Revers einen goldenen Adler. Für das Ordensfest wurde eine Collane und eine Ordenskleidung eingeführt, das aus einem grünen Oberrock mit goldfarbenen Aufschlägen, einer goldfarbenen Weste, einer grünen Kniehose, weißen Kniestrümpfen und schwarzen Schuhen mit weißen Maschen bestand. Darüber wurde ein roter Mantel getragen. Oberrock und Mantel waren mit weißen Satin gefüttert und, wie die Hose, aus Samt, Aufschläge und Weste aus Glacéleder.
Die Glieder der Collane zeigten abwechselnd goldene Adler, drei verschränkte Jagdhörner und die gekrönten Initialen FR.

## Trageweise
Das Ordenszeichen wurde an einem roten Schulterband unter dem Oberrock von der linken Schulter zur rechten Hüfte getragen, der Ordensstern auf dem Rock.
Wer von einem Ordensritter ohne Ordensdekoration angetroffen wurde, musste dem Ordensherrn eine Flinte und dem anzeigenden Ordensritter zwei Pistolen sowie zehn Reichstaler zugunsten der Armen spenden. Mit der Streichung der Bezügen zur Jagd 1763 entfiel die Verpflichtung zur Übergabe der Jagdwaffen, die Geldstrafe wurde auf 50 Reichstaler erhöht.
Wer die Insignien eines höherrangigen, d. h. kaiserlichen oder königlichen, Ritterordens trug (bspw. Elefanten-Orden oder Schwarzer Adlerorden), war das Tragen des Ordenszeichens am Hals und des Sterns am Kamisol vorgeschrieben. Nach der Erhebung zum Königreich betraf dies nur noch ausländische Souveräne und deren Untertanen.
An den Ordensfesten wurde das Schulterband über dem Oberrock getragen, nach 1807 die Collane über der Ordenskleidung.